# Литовченко Олексій Федорович
Олексій Федорович Литовченко (укр. Олексій Федорович Литовченко, нар. 29 листопада 1930, село Антонове-Кодінцево Лиманського району Одеської області — пом. 16 жовтня 2011, Дніпропетровськ) — радянський та український гідролог, доктор географічних наук (1986), професор (1987).

## Біографія
Олексій Федорович Литовченко народився в Одеській області. Трудову діяльність розпочав у роки Великої Вітчизняної війни, працюючи в колгоспі. У 1949 році, після закінчення Комінтернівської середньої школи, вступив на геолого-географічний факультет Одеського державного університету за фахом «інженерна гідрологія та водні ресурси».
У 1954 році, закінчивши навчання у вузі, поїхав в Актюбінську область Казахстану на освоєння цілинних і перелогових земель. У 1958 році очолив Алма-Атинську станцію Гідрометеослужби Казахської РСР. З 1966 року працював старшим науковим співробітником, а потім завідувачем лабораторії водного балансу Казахського науково-дослідного інституту плодівництва і виноградарства. Одночасно був доцентом кафедри гідрології суші Казахського державного університету; з 1971 по 1977 рік керував цією ж кафедрою.
У 1978 році повернувся до України. Обіймав посаду доцента, а потім професора, кафедри гідрології та гідрогеології Українського інституту інженерів водного господарства в місті Рівне. З 1988 року працював в Дніпропетровському сільськогосподарському інституті, де очолював кафедру сільськогосподарських гідротехнічних меліорацій, і одночасно протягом 13 років був деканом гідромеліоративного факультету.
Після виходу на пенсію продовжував працювати професором тієї ж кафедри, вів підготовку науково-педагогічних кадрів для факультету, керував роботою аспірантів і створеної ним Проблемною лабораторією по гідрології та екології ґрунтів.
Олексій Федорович Литовченко підготував 9 кандидатів наук, опублікував погад 160 наукових робіт, в тому числі 4 монографії, 8 підручників і навчальних посібників з інженерної гідрології.

## Внесок в науку
З ім'ям О. Ф. Литовченка пов'язані оригінальні експериментальні розробки по вивченню елементів водного балансу гірських водозборів Заілійського Алатау (Казахстан), нового агрогідрометеорологічного методу розрахунку щоденних вологозапасів в ґрунті на кожен день вегетації основних сільськогосподарських культур в степу і лісостепу України. Професор О. Ф. Литовченко — засновник наукової школи з розрахунками режимів зрошення сільськогосподарських культур; разом зі своїми учнями розробив методику довгострокового прогнозу запасів ґрунтової вологи і методику розрахунку щоденних запасів ґрунтової вологи на полях в степу і лісостепу України, яка пройшла позитивні випробування в гідрометеослужбі України. Він також є автором методу, який не має аналогів у світовій практиці, розрахунку режимів зрошення сільськогосподарських культур на підтоплених землях.

## Нагороди
За заслуги перед наукою, науково-педагогічну й організаторську діяльність О. Ф. Литовченко удостоєний:
- звання «Заслужений працівник народної освіти України» (1997);
- ордена «Знак Пошани» (2005, за рішенням колегії Міністерства аграрної політики України).